# 伊伏爾加古城

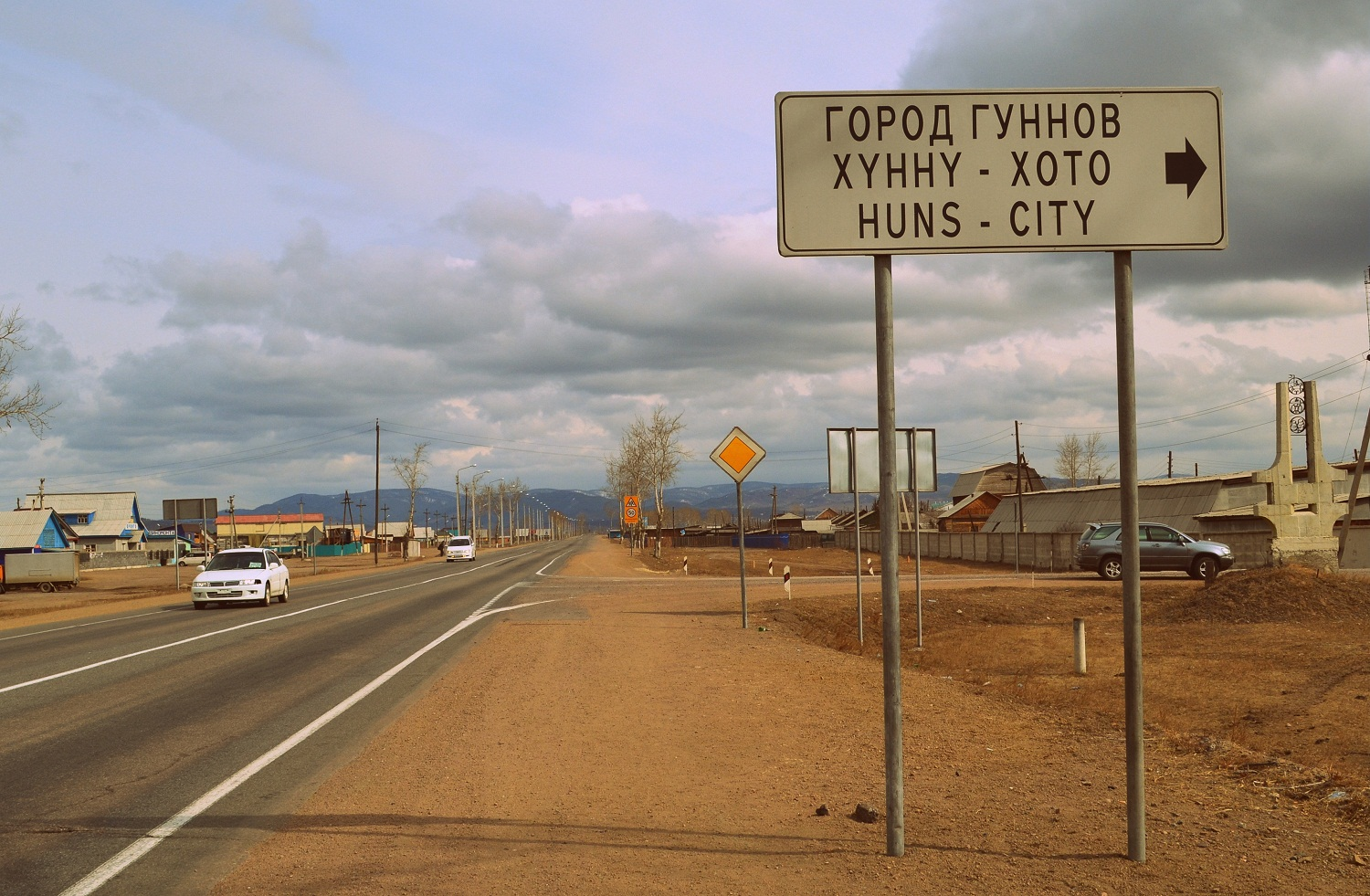
前往伊伏爾加古城遺址的路標，蒙古文的意思是匈奴城市。

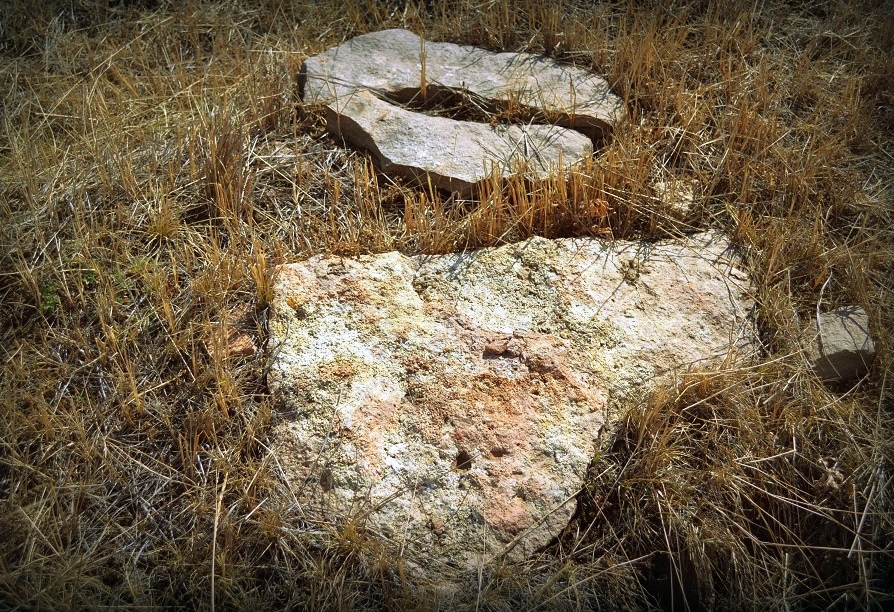
一處煙囪遺跡。

伊伏爾加古城遺址 （俄语：Иволгинское городище）是一座匈奴古城遺址，它位於俄羅斯布里亞特共和國首府烏蘭烏德附近。據專家考證，該古城建於公元前三世紀，毀於公元前一世紀。